# 前日発売
前日発売（ぜんじつはつばい）は、公営競技における一部の競走で行われる、投票券の前日の前売り発売のことをいう。

## 解説

### 中央競馬
日本中央競馬会（JRA）が主催する中央競馬では、以前から主要GIレースを対象とした前日前売り発売が実施されていたが、その後皐月賞、東京優駿（日本ダービー）、菊花賞、天皇賞（春・秋）、有馬記念の6レースについては金曜日に場所限定（ウインズ後楽園、新橋、梅田、難波）で金曜日前売りも行われるようになった（2006年2月6日の発表で前記6レースに加えてジャパンカップ・ジャパンカップダート（現・チャンピオンズカップ）及び金曜日発売の当該週に行われる重賞競走が発売されることになった）。

原則として16時から19時、祝日が金曜と重複する場合は14時からの発売だったが、2011年（平成23年）の秋季競馬からすべて14-19時の発売になった）。またGI以外の重賞レースのうち、日曜日の平地重賞レースについても2001年（平成13年）から土曜日の前日発売が開始された。なお2009年までは積雪によるレースの中止や開催コースの変更などを考慮して1～3月はフェブラリーステークスと高松宮記念、マーチステークスを除いて前日発売は行わなかったが、2010年より前日発売を通年実施している。
2012年（平成24年）からは、JRA直営の競馬場・ウインズで買い目をコンピュータがランダムに採番するクイックピックの前日・金曜日発売も行われている。
なお、2014年（平成26年）12月をもってウインズ新橋は閉館され、関東地区における金曜日前々日発売はウインズ後楽園のみの実施だったが、2017年（平成29年）5月26日よりウインズ新宿においても金曜日前々日発売が実施されている。また2018年（平成30年）4月13日から2021年（令和3年）4月30日までウインズ札幌においても金曜日前々日発売が実施されていた。この金曜日発売においては現金投票のみで、JRA-UMACAは利用することができない。
2021年（令和3年）12月24日に行われた第66回有馬記念の発売をもって、ウインズにおける金曜日前々日発売は休止され、インターネット投票で金曜日18時30分から行われる夜間発売に一本化されることになった。

### 地方競馬
地方競馬でも重賞レースを中心として前日発売を実施する場合があるが、岩手県競馬組合（盛岡競馬場、水沢競馬場および各テレトラック、東京場外）では開催日に限り翌日のメインレースも全て前日発売を実施中である。名古屋競馬場では、最終日を除く開催日の全競走終了後、17時30分から21時まで翌日の全競走を対象に前日夜間発売を実施している。佐賀競馬場および南関東公営競馬では開催日かつ、翌日に重賞がある場合に限り、翌日の重賞のみを前日発売している。また2013年10月までは兵庫県競馬組合（園田競馬場、姫路競馬場および各場外）でも開催日に限り翌日のメインレースも全て前日発売を行っていた。

### その他の公営競技
競輪・ボートレース・オートレースでは、最も注目される決勝戦・優勝戦が節最終日の最終レースに行われ、かつそれに向けた勝ち上がり方式が組まれている関係上、前日（準決勝ないしは準優勝戦）の最終レースを終わらないと決勝戦に出場するメンバーはもちろんのこと、枠順や番号も確定しない。このため前日発売が行われることは少ないが、場によっては枠順確定後に数時間のみ前日発売を行うこともある。

なおKEIRINグランプリやガールズケイリンコレクション（廃止）、および初期のスーパースター王座決定戦などメンバーが前々から決まっていて本番一発勝負となるレースにおいては、数日前から枠順などが確定発表され前日発売も行われるが、競輪やオートレースでは各場においてトータリゼータシステムの運用システムに違いがあるため、途中オッズについては発売している場所の票のみで計算発表していることもある（この場合でも払戻金は発売している全場の全票で計算する）。

## 電話投票
電話投票のうち、中央競馬のI-PAT方式と従来のPAT方式については、2004年から原則として日曜日開催のレースを前日20時から「夜間発売」として馬券購入できるようになったが、重賞前日発売同様2009年まで1-3月は原則として行わなかった（2009年1月5日開催分は除く。I-PAT方式と従来のPAT方式の土曜日分、並びに ARS方式利用者は土・日とも早朝7時から。なお2006年まで1-3月は全種別とも9時からだったが、2007年から1年間通して早朝発売は7時から行われる）。
また、2009年から夏季以外については、夜間発売を19時30分から開始する。（夏季は従来と同じく20時であるが、これは薄暮競走の開催に伴って窓口・電話投票の前日発売が17時半まで延長するためのものである）
競輪も2008年より電話投票において翌日開催の前日発売を行っている。なお当初は後半3レースのみであったが、2009年より全レースが前日発売の対象となった。